# Йо (графство)
Графство Йо (на френски: Comté d'Eu) е малко графство в крайния североизток на Нормандия през Средновековието. То е образувано в края на 10 век с цел организиране на защитата на нормандската граница от Фландрия. Административен център е град Йо. В ранните етапи от съществуването му неговите владетели са васали на херцозите на Нормандия, а по-късно - на кралете на Франция. Останките от автономията на Графство Йо са елиминирани през 16 век, но титлата „Граф на Йо“ продължава да съществува до 20 век.

## География
Графство Йо е разположено на левия бряг на река Бресл, която играе ролята на граница между Нормандия и Пикардия през Средновековието. На север територията на графството достига доЛаманша, а на юг се ограничава до Графство Омал и регион Бре. Административен център е замъкът Йо близо до устието на Бресл. Към 2022 г. територията на бившето графство принадлежи към френския департамент Сена Маритим.

## История
Първите доказателства за съществуването на Графство Йо се отнасят до 996 г., когато херцогът на Нормандия Ричард I прехвърля замъка Йо и околните земи с титлата „граф“ на своя извънбрачен син Жофроа дьо Брион. Графството е създадено като гранична марка, защитаваща Нормандия от североизток, от Фландрия и владенията на пикардските барони. Синът на Годфрид – Гилберт, служи като владетел на Нормандия по време на малолетния Уилям Завоевателя, но е убит през 1040 г., след което графството е прехвърлено на друг извънбрачен син на Ричард I, Вилхелм. Потомците на Гилберт намират убежище във Фландрия, а по-късно се преместват в Англия, където стават основатели на Дом Клер, който играе една от централните роли в историята на Англия, Уелс и Ирландия през 12 - 13 век.
Междувременно в Графство Йо се установява управлението на рода на Вилхем д'Йо. Неговите представители многократно участват във въстания срещу кралете на Англия, в резултат на което владенията на графовете на Йо на двата бряга на Ламанша значително намаляват.
През 1202 г. графство Йо е превзето от френския крал Филип II Август и попада под контрола на Франция. От 1260 г. в графството се установява управлението на династията Бриен, които също са наследствени конетабли на Франция. Въпреки това през 1350 г. Раул II дьо Бриен е екзекутиран от крал Жан II по подозрение в предателство и графството е прехвърлено на Жан д'Артоа, син на известния Роберт III д'Артоа, един от главните герои на френския политическа сцена от навечерието и началото на Стогодишната война. Синът на Жан – Филип д'Артоа, граф на Йо, става известен като изключителен командир и един от последните кръстоносци: той участва в кампании в Палестина, Египет, Тунис и е пленен от турците в битката при Никопол през 1396 г.
С прекъсването на мъжката линия на Дом Артоа през 1472 г. Графство Йо преминава към племенника на последния граф, Жан II Бургундски, граф на Невер.
През 1477 г. правата върху Йо са продадени на Чарлз Смели, херцог на Бургундия. След смъртта на последния започва дълга борба за бургундското наследство между Хабсбургите и кралете на Франция. Графство Йо, както и Пикардия и Херцогство Бургундия, са превзети от Луи XI, което е признато от Договора от Арас през 1482 г. По-късно територията на графството е включена в Генералитета на Руан. Титлата „граф на Йо“ се запазва и от 1492 до 1633 г. принадлежи на представителите на рода Клеве, след което преминава към Дом Гиз. По-специално, граф на Йо е Анри II дьо Гиз, водач на Неаполитанската революция от 1647-1648 г.
През 1660 г. замъкът и титлата „граф на Йо“ са продадени на Анна дьо Монпансие, една от лидерите на Фрондата и известна мемоаристка. Но още през 1681 г. тя ги препродава на Луи-Огюст дьо Бурбон, незаконен син на Луи XIV и мадам дьо Монтеспан. След прекратяването на линията на преките потомци на Луи-Огюст титлата „граф на Йо“ през 1775 г. е дадена на Луи-Жан-Мари дьо Бурбон, херцог на Пентиевър, адмирал на Франция, чиято дъщеря и наследница се омъжва за Луи-Филип II, херцог на Орлеан. Това дава възможност след Френската революция към титлата „граф на Йо“ да отправят претенции представители на Орлеанския клон на Бурбоните. И така, „граф  на Йо“ се нарича Гастон Орлеански, внук на крал Луи Филип, който се омъжва за Исабела Браганса, престолонаследничка на Бразилската империя, чиито потомци все още запазват претенции към бразилската корона.